# Hinojosa del Duque (kommunhuvudort)
Hinojosa del Duque är en kommunhuvudort i Spanien.   Den ligger i provinsen Province of Córdoba och regionen Andalusien, i den centrala delen av landet, 250 km sydväst om huvudstaden Madrid. Hinojosa del Duque ligger 551 meter över havet och antalet invånare är 7 555.
Terrängen runt Hinojosa del Duque är platt, och sluttar norrut. Runt Hinojosa del Duque är det ganska glesbefolkat, med 23 invånare per kvadratkilometer. Hinojosa del Duque är det största samhället i trakten. Trakten runt Hinojosa del Duque består till största delen av jordbruksmark.